# 国士無双 (麻雀)
国士無双（こくしむそう）とは、麻雀における役のひとつ。役満。略称は「国士」。別称を十三么九（十三幺九、シーサンヤオチュー）と言い、その名の通り么九牌13種すべて、すなわち老頭牌（一九牌）6種と字牌7種を1枚ずつ揃え、そのうちのどれか1種を雀頭とした和了形である。

## 概要
七対子と同じく面子の概念を持たない特殊な役であり、門前役である。4面子1雀頭の形に当てはまらないため、（ローカル役を除けば）高目・安目が存在せず、天和・地和・人和を除く他の役満と複合することもない。
（例）の聴牌形で、で和了。
役満の中では四暗刻や大三元と並び成立させやすい役であるため、多くのプレイヤーが和了または目撃した経験を持つ。配牌にどれくらいの么九牌が含まれているかが成否の最大の要因であり、多ければ多いほどアガリに近い。そのため、九種九牌で流局にできる状況でも敢えて流局にせず国士に向かうといったケースも少なくない。ただし、局の最初から中張牌をバラ切りすることになるため、国士狙いであることは他家に気付かれやすく、中盤過ぎにもなれば少なからず警戒されることになる。
必要となる么九牌を1種類につき1枚でも引ければ良く、和了の成否はツモと展開に掛かっている。しかし、いずれかの么九牌が途中で場に出切ってしまった時や、槓をされた時など、あるいは終盤までテンパイに持ち込めなかった場合等、失敗した時に通常の面子手に移行するのは困難というリスクがある（比較的移行しやすいのは役牌、混老頭または混全帯么九、七対子あたりか）。ただし、他家がリーチをかけてきたような場合、国士を諦めればベタオリをしやすいという点はメリットであると言える。ただし捨て牌から国士狙いであることは読まれやすく、ベタオリを見越して字牌単騎待ちで直撃を狙われる危険もある。
聴牌すればリーチすることも可能であるが、得点が高くなるわけではないうえベタオリができなくなるなど、メリットは少ない。しかし、序盤に么九牌を切っていて国士無双に見えない捨て牌や、たまたま一色を全く切っておらず混一色や清一色の可能性がある捨て牌になっている場合などに、通常当たりにくい2枚以上切れている字牌や筋の一九牌、染めているように見える色以外の待ち牌で立直をすることにより、逆に当たり牌を出しやすくする戦術もある。また、特に十三面待ちかつフリテンの場合などは、既に聴牌している他家に先に和了されないよう、オリを誘うために立直をするケースもありうる。ダブル立直のケースなど、そもそも役や待ち牌が特定できないほど早いケースなどは、么九牌の暗刻落としも期待できるため、立直によるオリ打ちも期待できる。
テンパイ形は牌理上157種類に限定されるが、これは2種類に大別できる。上の例のように既に雀頭ができている場合は、足りない1種のみを待つ形になる。これとは別に、13枚の么九牌が全種類手牌に揃っている場合は、雀頭を待つ13面待ちとなる（後述）。大抵の場合1種待ちのテンパイとなるが、この場合は最大1種4牌待ちとなる。なお、この待ちに正式な名称はなく、「国士無双○○待ち」「国士○○待ち」と呼ばれる（○○には「發」「一索」などの足りない牌の名称が入る）。また、この役は日本麻雀において字牌のラス牌（既に場に3枚出て1枚しか残っていない牌）で和了できる唯一の役、また字牌の加槓を搶槓できる唯一の役であり、絶対安全と思われる4枚目の牌での和了に驚かれることもある。

## 暗槓の搶槓
通常のメンツ手の場合、暗槓に対しロンを宣言することはできない。しかし国士無双の1面待ちに限り例外的に、加槓（小明槓）に限らず暗槓でも搶槓によるロン和了を認めるルールになっている場合がある。滅多に発生する事例ではないが、いちおう事前に確認しておくのが望ましい。
（例）の聴牌形で、他家のでロン和了。

1990年代に馬場裕一、片山まさゆきらのグループが模索したルールの例では、国士無双に関して、現物以外のフリテンロン和了（後述）や、頭ハネを超越するといった特例は採用されなかった一方で、暗槓搶槓の特例だけは残された。その理由として、前2者は打ち手の意思で防ぐことができないが、暗槓搶槓は打ち手の意思で防げることが挙げられている。ただしこれもルールとして不合理であることは認識されており、実際のところは麻雀の歴史的な文化を大切にしたいという思いによるところが大きかったという。
なお、13面待ちの場合は和了牌をすべて自分の手に1枚ずつ揃えている状態のため、他家の暗槓および加槓はありえない。

## 国士無双十三面待ち
ごくごく稀に、テンパイまで么九牌の対子が1つもできず、13面待ちのテンパイになることがある。すべて1枚ずつ揃った状態でのテンパイ形は、最後に雀頭となる牌を待つ単騎待ちの形となり、13種どれでもあがれる多面張となる。この場合は最大13種39牌待ちとなる。これを通称「国士無双十三面待ち」や「純正国士無双」という。
 の聴牌形で、どの么九牌でも和了が可能。
国士無双十三面待ちは、いずれの么九牌でも和了可能な形のため、フリテンでない場合は、自身の河に么九牌が一切ない状態となり、1枚でも切られていればフリテンとなる。九蓮宝燈9面待ち（純正九蓮宝燈）と同様、国士13面待ちをダブル役満とするルールもある。かつてはこの13面待ちのみが役満扱いとされていた（当初は配牌時点、後に手作りも可）。また、あまり一般的ではないが配牌時に完成していたものを十三龍門（シーサンロンメン）と呼んでいる場合もある。龍門とは登龍門の龍門と同じ意味。
国士13面待ちをダブル役満とする場合、通常の国士1面待ちテンパイからのツモあがりを一旦蹴り、フリテン13面待ちに受けかえる手もある。次のツモ牌が么九牌である確率は概算で34分の13であり、残り巡目が多ければ多いほど期待値は高くなる。もちろん么九牌をツモれないまま他家があがったり、流局したりするリスクはある。なお、フリテンのない純粋な13面待ちのみをダブル役満とするルールになっていることもあり、その場合は最初のツモ和了を蹴ってフリテンに受けても全く意味が無い。

## 現物以外でのフリテンロン和了
通常、フリテン時にロン和了を宣言することはできない。しかし、国士のロン和了に関する例外として、フリテンの13面待ちの時に現物以外の牌ならばロン和了を認めるルールがかつて存在した。しかし現在はこの取り決めは廃れており、わざわざ「フリテン13面待ちのロン和了は不可」と但し書きしてあるルールブック・ルールページもある。
なお、1面待ちの場合は和了牌が1種類しか存在しないため、現物以外でのフリテン和了はありえない。従って、前述の「暗槓の搶槓」が1面待ちに対する特例、「現物以外でのフリテンロン和了」が13面待ちに対する特例であるといえる。

## 国士無双に関する細目ルールの採用状況
- ルールの列のソートボタンで元の順序に戻る。

| ルール                | 種別           | 13面待ち     | 13面の   | 暗槓の搶槓 | 備考/細目 | 出典          |
|                       |                |              | 振聴ロン |            | |               |
| --------------------- | -------------- | ------------ | -------- | ---------- | --- | ------------- |
| 東風荘                | ネット麻雀     | ダブル役満   | 不可     | ロンできる | 2018年3月末にサービス終了 | [ 14 ]        |
| 雀賢荘                | ネット麻雀     | シングル役満 | 言及なし | 言及なし   | フリテンに関しては「捨牌にアガリ形を構成できる牌がある場合はロンアガリ不可」との但し書きあり                                               | [ 21 ]        |
| ハンゲーム麻雀4       | ネット麻雀     | ダブル役満   | 不可     | 不可       | | [ 15 ]        |
| Maru-Jan              | ネット麻雀     | ダブル役満   | 不可     | ロンできる | | [ 16 ]        |
| ロン2                 | ネット麻雀     | シングル役満 | 不可     | ロンできる | | [ 17 ]        |
| 天鳳                  | ネット麻雀     | シングル役満 | 不可     | 不可       | | [ 18 ]        |
| 雀魂                  | ネット麻雀     | ダブル役満   | 不可     | ロンできる | 三人打ちで採用されている「抜きドラ」で抜かれた北は捨て牌としてカウントされない。ただし、抜いた北が相手の当たり牌である時は放銃扱いになる。 | [ 22 ]        |
| 雀バト                | ネット麻雀     | シングル役満 | 言及なし | ロンできる | 注記に「フリテンはツモ以外のアガリは出来ない」との但し書きあり。2012年2月29日にサービス終了。                                              | [ 23 ]        |
| 闘牌王                | ネット麻雀     | ダブル役満   | 言及なし | 不可       | 「国士の特例はなし」との但し書きあり | [ 24 ]        |
| 雀龍門M               | ネット麻雀     | ダブル役満   | 不可     | ロンできる | | [ 25 ]        |
| 麻雀ロワイヤル        | ネット麻雀     | シングル役満 | 言及なし | ロンできる | |               |
| 麻雀格闘倶楽部        | アーケード麻雀 | ダブル役満   | 不可     | ロンできる | | [ 26 ]        |
| セガNET麻雀 MJ Arcade | アーケード麻雀 | シングル役満 | 不可     | ロンできる | MJ.NET上におけるアガリ役としては通常の国士と区別して記録される                                                                             | [ 20 ] [ 27 ] |

## 名称の由来その他
もともとの名称は十三么九（十三幺九、シーサンヤオチュー）で、国士無双は雅名である。「国士」はその国の中で最も優れている人物、「無双」は並ぶ者のない意味を指す。語の出典は史記、淮陰侯列伝。語源は、前漢の高祖劉邦に仕えた韓信の才能を、「国に二人といない、得難い人材」と讃えた言葉であるといわれる。ルール本によっては、国士無双を「国士無双（十三么九）」と紹介している書物もある。なお、本家中国麻雀では「十三么」という名称になっており、元々の名称を引き継いでいる。また、英語圏でも「Thirteen Orphans（13人の孤児）」という名称になっており、「十三」の部分が訳出に関わっている。

### ヤオの漢字について
「十三ヤオ九」の「ヤオ」は幺の異体字で、「么」（公の2画目を取ったような字。数値文字参照 &#20040;）である。この文字はJIS X 0208に含まれていないが、JIS X 0213には含まれており、2-1-10の符号位置を与えられている。すべての日本語環境で表示できるわけではないので、記事名および記事中ではカタカナを用いていることがある。

## 歴史
国士無双はもともと十三么九と呼ばれていたことは前述したが、もともとの定義も現在のものとはかなり異なっていた。
まず、十三么九と十三不搭は同根の役であるとされ、双方とも配牌13枚で刻子・槓子・順子・対子・搭子が一切ない状態で、十三么九のみすべて么九牌であるという条件が付加された。この条件を満たした場合のみ和了ることができ、第1ツモを行う必要はなく、雀頭も必要なかった。後に雀頭が必要とされたが、これもチー・ポン・カンが一切ない純粋な第1巡目以内の13面単騎待ちに限られた。もちろんこの時点では、天和・地和・人和とは複合しなかった。さらにその後、十三么九に限り、第2巡目以降の和了が認められたが、それでも待ちは13面単騎待ちのみであった。そして現在では待ち方も不問となっている。一方の十三不搭に関しては、現在でも第2巡目以降の和了は認められないが、待ち方は不問とされるのが一般的である。

## 関連役
国士無双のような、4面子1雀頭の形に当てはまらない、いわゆるバラバラ形の役はかつては他にも多く存在した。以下にそれを挙げる。現在の日本麻雀では、国士無双以外のバラバラ形の役が採用されることはほとんどないが、ローカル役として一部採用されている所もある。ルールにもよるが、基本的にはいずれも役満である。また一部の国では現在でも正式採用されている役もある。
十三不搭（十三不塔）

チー・ポン・カンが一切ない純粋な第1巡目以内に、和了牌を除く13牌に刻子・槓子・順子・対子・搭子が一切なく、和了牌でいずれか1種類の雀頭が揃うと成立する。天和・地和とは複合せず、人和・十三么九（国士無双）とも複合しない。一説によれば十三不塔は十三么九の別名で、日本に伝来した際に日本人の誤解釈によって生まれた派生役とも言われている。
十四不搭（十四不塔、十三不靠、十三無靠）

チー・ポン・カンが一切ない純粋な第1巡目以内に、和了牌を含む14牌に刻子・槓子・順子・対子・搭子が一切ないと成立する。十三不搭と違い、雀頭は不要の完全バラバラ形である。天和・地和・人和・七星不靠・全不靠とは複合しない。なお么九牌は13種類しかないため、么九牌のみで十四不搭を完成させることはできない。
七星不靠（七星無靠）

三色の数牌で、それぞれ一四七・二伍八・三六九の筋牌の中から、任意に選んだ6牌と、字牌7種7牌すべて揃えると成立する。雀頭が不要である点は十四不搭と同じだが、この役は手作りも認められており、その点では国士無双に近い役であるといえる。十四不搭・全不靠とは複合しない。本家・中国麻雀では、24点役として正式採用されている。
全不靠（全無靠）

三色の数牌で、それぞれ一四七・二伍八・三六九の筋牌と、字牌7種の中から、任意に選んだ14牌を揃えると成立する。七星不靠と同様、雀頭は不要で、手作りも認められている。七星不靠が字牌をすべて揃えなければならないのに対し、全不靠はその必要はない。十四不搭・七星不靠とは複合しない。本家・中国麻雀では、12点役として正式採用されている。
組合竜

三色の数牌で、それぞれ一四七・二伍八・三六九の筋牌をすべて揃えると成立する。七星不靠・全不靠と同様、手作りも認められている。バラバラ形の役の中では唯一の部分役であり、4面子1雀頭の定義に含まれる。組合竜以外の部分には一切の制限がなく、鳴くこともできる。本家・中国麻雀では、12点役として正式採用されている。また組合竜以外の部分を任意に選んだ字牌5種5牌で揃えると、上記の全不靠と複合し、24点となる。
十三不搭や十四不搭は、純粋な第1巡目以内の和了を条件としており、使用する牌の種類に条件を加えた代わりに、第二巡目以降の和了を認めたのが、十三么九（国士無双）や七星不靠などといえる。また搭子さえもないバラバラ形というわけではないが、面子の概念を無視した（七対子形は別）ローカル役に南北戦争がある。